# Aleksandar Radovanović
Aleksandar Radovanović (serb. cyr. Александар Радовановић, ur. 11 listopada 1993 w Šabacu) – serbski piłkarz występujący na pozycji środkowego obrońcy w hiszpańskim klubie UD Almería. W swojej karierze grał także w Mačvie Šabac, OFK Beograd, Spartaku Subotica, FK Vojvodinie oraz Racingu Lens.